# Jukwerd

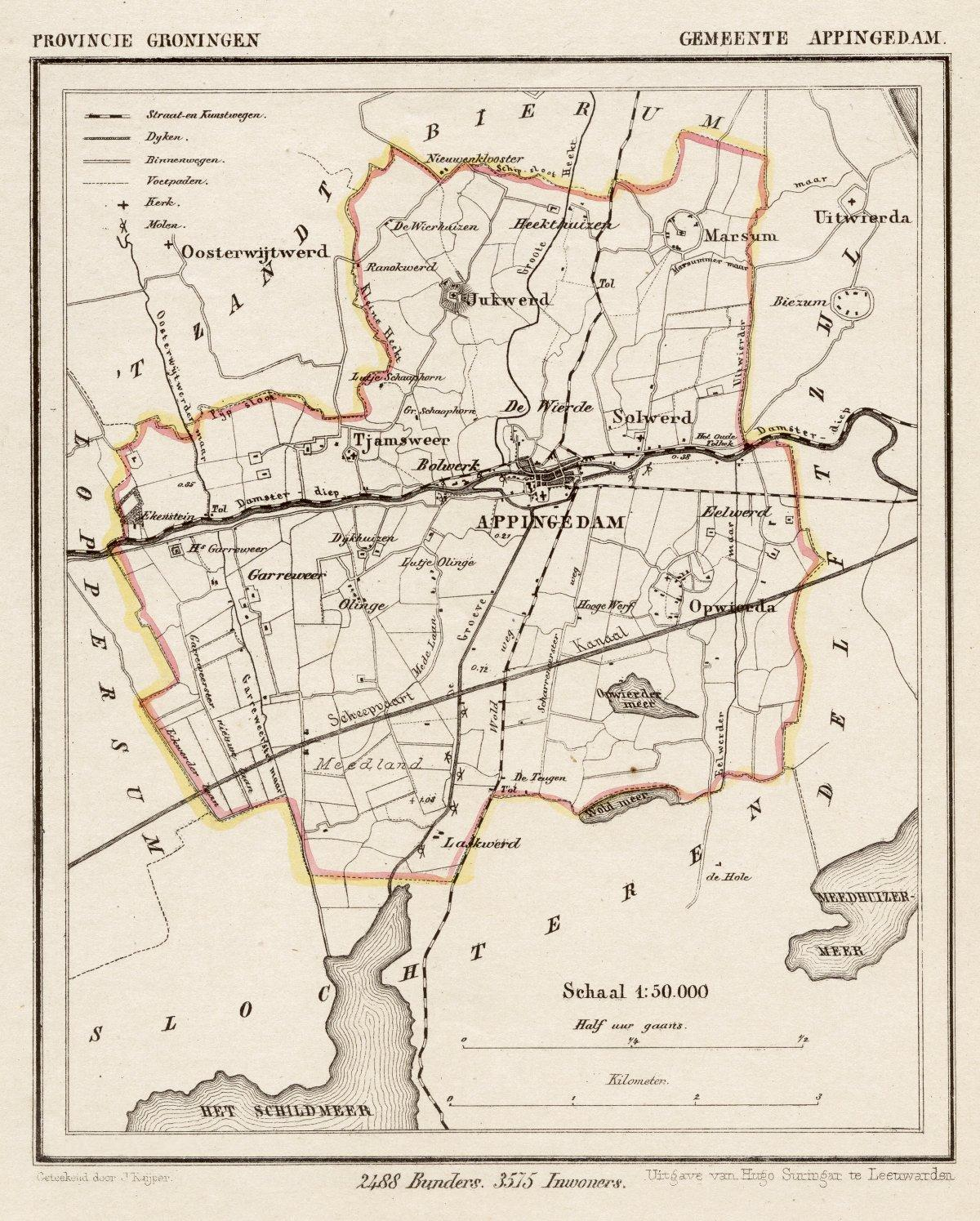
Jukwerd op een kaart van de gemeente Appingedam uit ca. 1865

Jukwerd (Gronings: Jukkerd) is een klein wierdedorp in de gemeente Eemsdelta in de Nederlandse provincie Groningen. Het ligt ongeveer een kilometer ten noorden van Appingedam, tussen twee maren: de Kleine en de Groote Heekt.
Op de wierde staat de oude kerk van Jukwerd. Deze zaalkerk met opengewerkte dakruiter is gebouwd in 1866 als opvolger van het bouwvallig geworden laat-middeleeuwse kerkje uit 1435. Het kerkgebouw, evenals de pastorie een gemeentelijk monument, is niet meer als godshuis in gebruik. Sinds 1981 wordt het bewoond en als atelier gebruikt door beeldend kunstenaars, die er ook cursussen geven.
Tegenover het kerkje heeft ooit de borg Hettema(heerd) gestaan. Langs de Groote Heekt stond in het verleden een aantal steenfabrieken. De zware zeeklei in dit gebied was zo dicht, dat deze nauwelijks te bewerken was. De klei, ook wel knipklei genoemd, was echter zeer geschikt voor baksteen en dakpannen. Nadat de laag knipklei was verwijderd en verwerkt in de steenfabriek, werd het restant geschikt gemaakt voor de landbouw.
Even ten noorden, richting Krewerd, zou in de middeleeuwen een klooster gestaan hebben. Het vrouwenklooster, Rozenkamp geheten, behoorde tot de orde van de premonstratensers. Van het klooster is geen spoor bewaard gebleven. Wel heet de plek nog steeds Nijenklooster. Op die plek ligt midden in het land nog een wierde met een zoetwaterdobbe.
In de kerkdorpen Jukwerd en Marsum tezamen woonden op 1 januari 2006 146 mensen.

## Stratenregister
- Dominee Christophoripad
- Jukwerderweg
- Kloosterweg
- Wierhuizerweg